# 多食症
多食症（英語：或），也作食欲过旺，是指极度的饥饿或食欲的增加。

## 医学
在医学中，多食症是一个醫學徵象，暗示着极度的饥饿饥饿状态，以及反常食用固体食物，可由糖尿病、克萊恩-萊文症候群、基因紊乱的普瑞德威利症候群和巴德-畢德氏症候群引发。此外，破坏迷走神经的接收器也可造成多食症。

## 病因
多食症的成因有：
- 焦慮
- 非典型抑郁障碍
- 一些药物
- 糖尿病
- 甲状腺功能亢进症
- 低血糖
- 经前综合症
- 普瑞德威利症候群
- 神經性暴食症
- 弥漫性毒性甲状腺肿
- 克萊恩-萊文症候群

通常在糖尿病酮症酸中毒早期会出现多食症的症状。然而，在胰岛素越来越匮乏时、糖尿病酮症酸中毒进一步发展时，食欲就能控制住了。